# Pertti Alaja
Pertti Alaja (Helsinki, 18 februari 1952 – Espoo, 18 augustus 2017) was een profvoetballer uit Finland, die speelde als doelman gedurende zijn carrière. Hij beëindigde zijn actieve loopbaan in 1986 bij de Finse club HIFK Helsinki. Nadien stapte hij het trainersvak in. Alaja werd op 14 oktober 2012 gekozen tot voorzitter van de Finse voetbalbond, als opvolger van de jurist en latere president Sauli Niinistö. Hij overleed op 65-jarige leeftijd aan de gevolgen van kanker.

## Interlandcarrière
Alaja kwam in totaal 29 keer uit voor de nationale ploeg van Finland in de periode 1973–1983. Hij maakte zijn debuut onder leiding van bondscoach Olavi Laaksonen op 8 juli 1973 in de vriendschappelijke uitwedstrijd tegen buurland Zweden (1-1) in Halmstad. Zijn 29ste en laatste interland speelde Alaja op 21 september 1983, toen Finland in een EK-kwalificatiewedstrijd met 5-0 verloor van en in Portugal. Zijn voornaamste concurrenten bij de nationale ploeg waren Olli Huttunen en Olli Isoaho.

## Erelijst
HJK Helsinki
- Fins landskampioen

1973